# Yayi Boni
Thomas Yayi Boni (1. červenec 1952, Tchaourou) je beninský bankéř, politik a bývalý prezident Beninu.

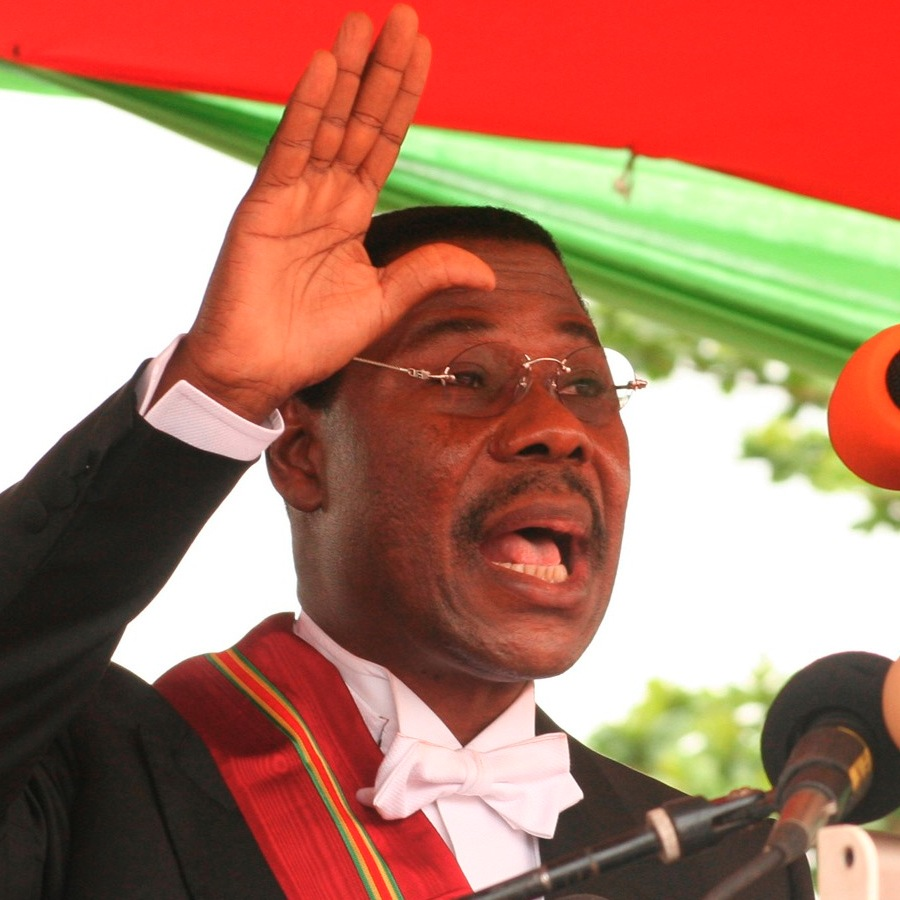
Yayi Boni

## Vzdělání a zaměstnání
Boni studoval ekonomii na Národní univerzitě v Beninu. Studoval bankovnictví na univerzitě Cheikha Anty Diopa v Dakaru v Senegalu a později ekonomiku a politologii na univerzitě v Orléans ve Francii a v Paříži na Paris-Dauphine, kde dokončil doktorát v oboru ekonomie v roce 1976.
Od roku 1980 do 1988 pracoval pro Centrální banku států západní Afriky (BCEAO) se sídlem v Dakaru a stal se náměstkem ředitele. V roce 1988 se stal náměstkem ředitele pro profesionální vývoj v západní Africe měl na starosti Centrum pro studium bankovnictví, také v Dakaru. Od roku 1992 do roku 1994 byl poradcem prezidenta Beninu Nicéphore Sogla, měl na starosti měnovou a bankovní politiku. Konečně v roce 1994 byl jmenován předsedou Západoafrické rozvojové banky (BOAD). Pro jeho práci v západní Africe byl jmenován Chevalier de l'Ordre de Mérite Francouzské republiky.

## Rodina
Boni pochází z muslimské rodiny, ale konvertoval a nyní je evangelického vyznání. Má pět dětí, jeho manželka Chantal (rozená de Souza), rodačka z pobřežního města Ouidah, je neteř bývalého vojenského vládce Paul-Émile de Souzy .

## Volba prezidenta
V prvním kole prezidentských voleb, které se konalo dne 5. března 2006 Boni získal 32 % hlasů, jeho soupeř Adrien Houngbedji ze Strany demokratické obnovy 25 %. Druhé kolo mezi Bonim a Houngbedjim se konalo 19. března 2006. Boni vyhrál s téměř 75 procenty hlasů.
Boni složil přísahu 6. dubna 2006. V roce 2011 byl zvolen pro druhé funkční období, které skončilo roku 2016, potřetí už podle ústavy kandidovat nemohl. Jeho nástupcem se stal Patrice Talon.
V září 2021 se Patrice Talon a Thomas Boni Yayi, političtí spojenci, kteří se stali intimními nepřáteli, setkali v paláci Marina v Cotonou. Během tohoto tête-à-tête Thomas Boni Yayi představil Patrice Talonovi řadu návrhů a žádostí, které se týkaly zejména propuštění „politických zadržených“.

## Pokus o atentát
15. března 2007 Yayi Boni přežil přepadení jeho konvoje u obce Ikemon při návratu z kampaně pro nadcházející parlamentní volby. Útočníci zablokovali silnici poraženými stromy a vystřelili na vozidla, která obvykle vozí prezidenta, ale Boni cestoval v jiném voze a vyvázl nezraněn.

## Vyznamenání
- komtur Národního řádu Beninu – Benin
- velkokříž Národního řádu Beninu – Benin
- důstojník Národního řádu Burkiny Faso – Burkina Faso
- velkokříž Národního řádu Čadu – Čad
- rytíř Národního řádu za zásluhy – Francie[1][2]
- komtur Národního řádu Mali – Mali
- komtur Národního řádu Nigeru – Niger[1]
- velkokříž Národního řádu Pobřeží slonoviny – Pobřeží slonoviny
- komtur Národního řádu lva – Senegal, 30. dubna 2004[1][3]